# Londra brucia
Londra brucia è un singolo del gruppo musicale italiano Negramaro, pubblicato il 27 gennaio 2012 come quinto estratto dal quinto album in studio Casa 69.

## Video musicale
Il videoclip realizzato per il brano, pubblicato il 2 febbraio 2012, è stato diretto da Tiziano Russo e raccoglie una serie di immagini che ripercorrono il tour che la band ha intrapreso nei palasport italiani. Nell'ambito dell'iniziativa "Teatro 69", a sostegno del teatro italiano, al videoclip prendono parte numerosi attori che sono stati ospiti sul palco del tour dei Negramaro.
Gli attori sono: Neri Marcorè, Beppe Fiorello, Giorgia Salari, Vinicio Marchioni, Francesco Montanari, Michele Placido, Paolo Rossi, Marco Cacciola, Pierfrancesco Favino, Serena Dandini, Rocco Papaleo, Fabio Troiano, Francesca Cavallin, Alessandro Haber, Carlotta Natoli, Giorgio Panariello, Paolo Briguglia, Ippolito Chiarello, Francesco Di Leva, Claudio Santamaria e Alessandro Siani.
È stato inoltre realizzato un videoclip per l'outro della canzone, in omaggio a tutti i fan della band, sempre diretto da Tiziano Russo.

## Tracce
1. Londra brucia – 3:57